# Se mi vuoi bene
Se mi vuoi bene è il secondo romanzo di Fausto Brizzi, il sesto libro che ha pubblicato considerando anche quelli che ha tratto dai suoi film.

## Adattamenti cinematografici
Nel 2019 è stato realizzato un adattamento cinematografico del romanzo, a opera dello stesso Brizzi, con sceneggiatura scritta in collaborazione con Herbert Simone Paragnani, Mauro Uzzeo e Martino Coli, e avente come interpreti Claudio Bisio, Sergio Rubini, Flavio Insinna, Maria Amelia Monti, Lucia Ocone e Gian Marco Tognazzi. L'uscita nelle sale è avvenuta il 17 ottobre 2019.

## Edizioni
- Fausto Brizzi, Se mi vuoi bene, Einaudi Stile Libero, 2015,  pp. 249, ISBN.